# Taungû
Pour les articles homonymes, voir Toungou.
Taungû (birman တောင်ငူမြို့, MLCTS=taung ngu mrui, ou Toungou) est une ville de Birmanie située dans le nord de la Région de Bago, à 220 km de Rangoon. Elle se trouve dans la vallée de la Sittang, encadrée de montagnes à l'Ouest et à l'Est.
Elle comptait environ 65 800 habitants au recensement de 1983 ; 110 000 en 2007. Son industrie principale est l'exploitation forestière du teck et d'autres bois durs. La ville est aussi connue pour ses noix d'arec, à tel point qu'un proverbe birman compare le récipiendaire d'un coup de chance inattendu avec un amoureux du bétel gagnant un voyage à Taungû.

## Histoire

### Dynastie Taungû (1486-1752)
Taungû est la ville d'origine et la première capitale du Second Empire birman (jusqu'en 1539). La dynastie la perdit cependant à plusieurs reprises : en 1550 (pour moins d'un an), en 1599 (jusqu'en 1610), etc.

### Seconde Guerre mondiale
Du 24 au 30 mars 1942 s'y déroula la bataille de Taungû : la ville est située sur la route de Mandalay et contrôlait un pont sur la Sittang ouvrant l'accès, vers l'Est, aux territoires Karen, et vers le Nord aux États Shan et au Yunnan.
La 200e division chinoise s'y retrancha dès le 8 mars 1942, dans l'intention d'arrêter l'avance des forces japonaises. Elle dut se replier vers le nord après d'intenses combats.

## Aujourd'hui
En raison de son histoire tumultueuse, la ville possède peu de vestiges historiques, hormis ses murailles de brique (endommagées dans le Sud). Ses douves de 9,6 m de large sont pour l'essentiel asséchées, sauf pour certaines sections à l'Est, qui sont bien entretenues.
La partie orientale du district de Taungû abrite de nombreux Karens.

## Cultes

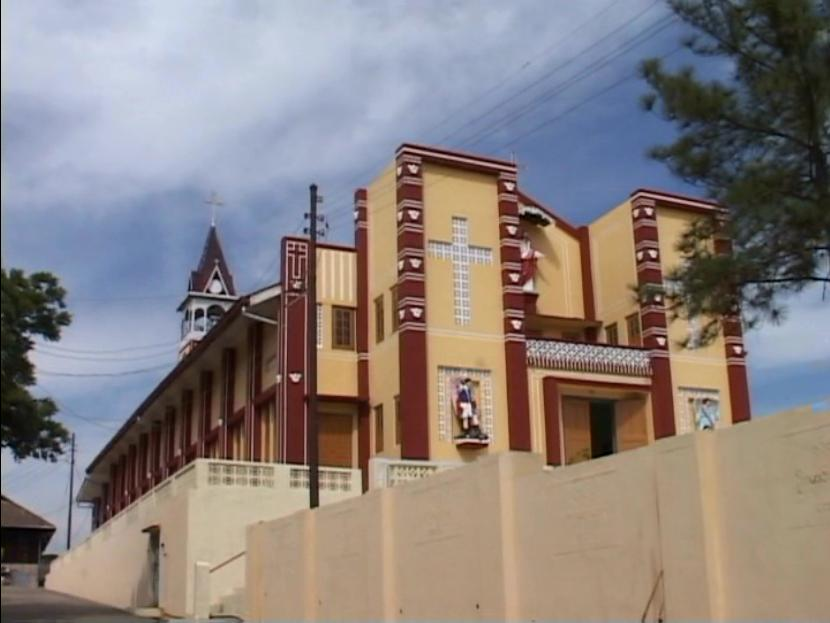
Cathédrale du Sacré-Cœur.

- La cathédrale catholique du Sacré-Cœur est le siège du diocèse de Taungû
- La ville possède plusieurs temples baptistes pour les Karens ou pour les Birmans ethniques.